# Берг, Гиллис Гиллиссон де
Гиллис Гиллиссон де Берг, также Жиль де Берг (нидерл. Gillis Gillisz de Bergh; около 1600, Делфт — 1669, Делфт) — голландский живописец и рисовальщик Золотого века Нидерландов. Мастер портрета и натюрморта.

## Биография
Отец художника был парусным мастером из Гента, который приехал в Делфт около 1590 года. Гиллис был младшим братом живописца исторического жанра Маттеуса де Берга, а его дядя Даниэль де Берг был серебряных дел мастером в Делфте. Гиллис Гиллиссон стал членом Гильдии Святого Луки в Делфте 15 ноября 1624 года. 17 апреля 1638 года он женился на Марии Мореу ван Хет.
Всю свою жизнь Гиллис проработал в родном городе. В ратуше Маасслуиса имеются три картины его работы: групповые портреты членов гильдии капитанов и городского совета, но в основном он писал натюрморты с цветами и фруктами, сцены охоты и натюрморты-ванитас. Его ранние картины отражают влияние творчества Корнелиса Якобса Делфта, который возможно был его учителем. В 1930-е годы на его творчество оказали влияние Балтазар ван дер Аст и Ян Давидс де Хем.

## Галерея

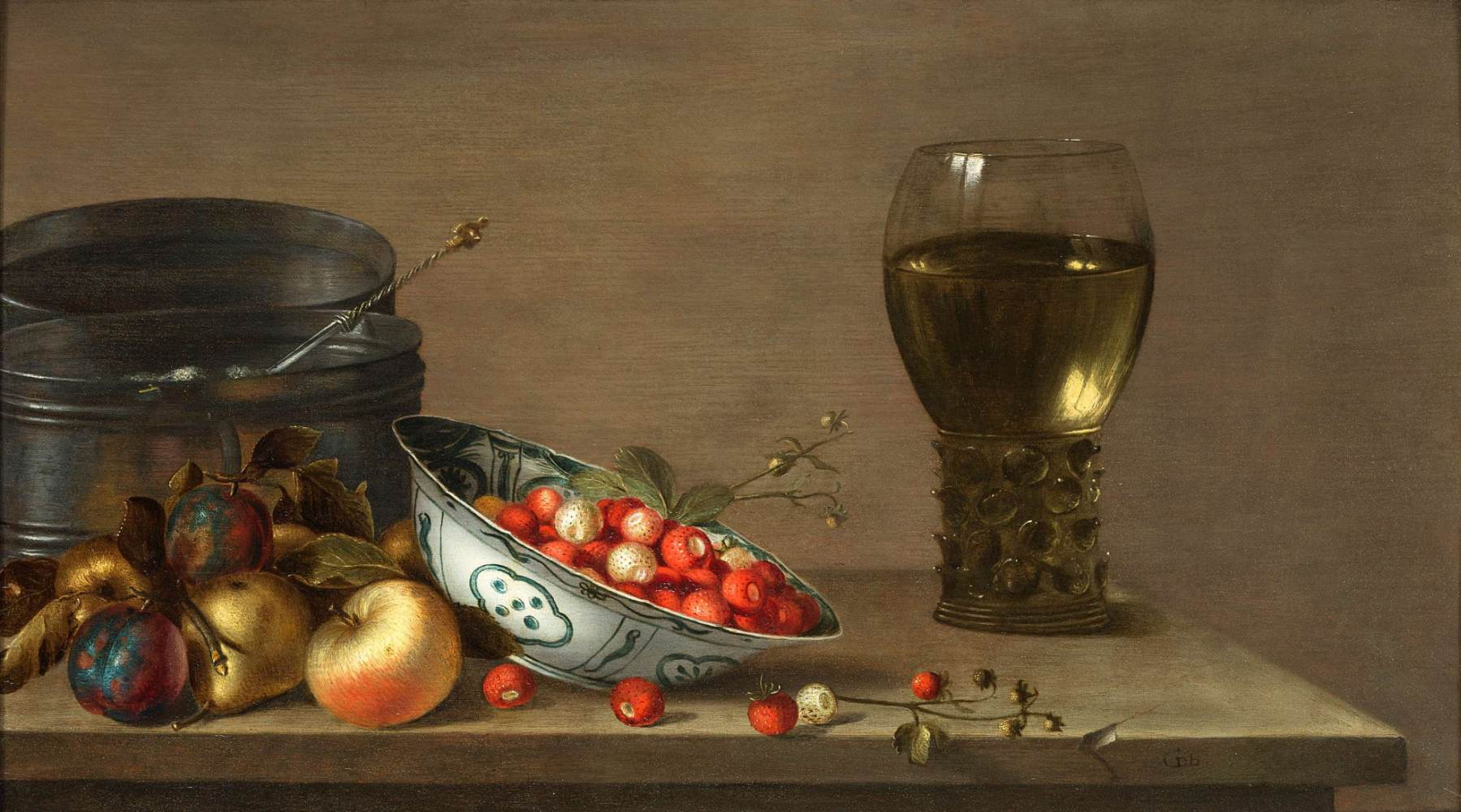
Сливы и яблоки, фарфоровая миска с клубникой, виноградом, крыжовником, рёмер и банка сахара на столе. Ок. 1660. Дерево, масло. Частное собрание
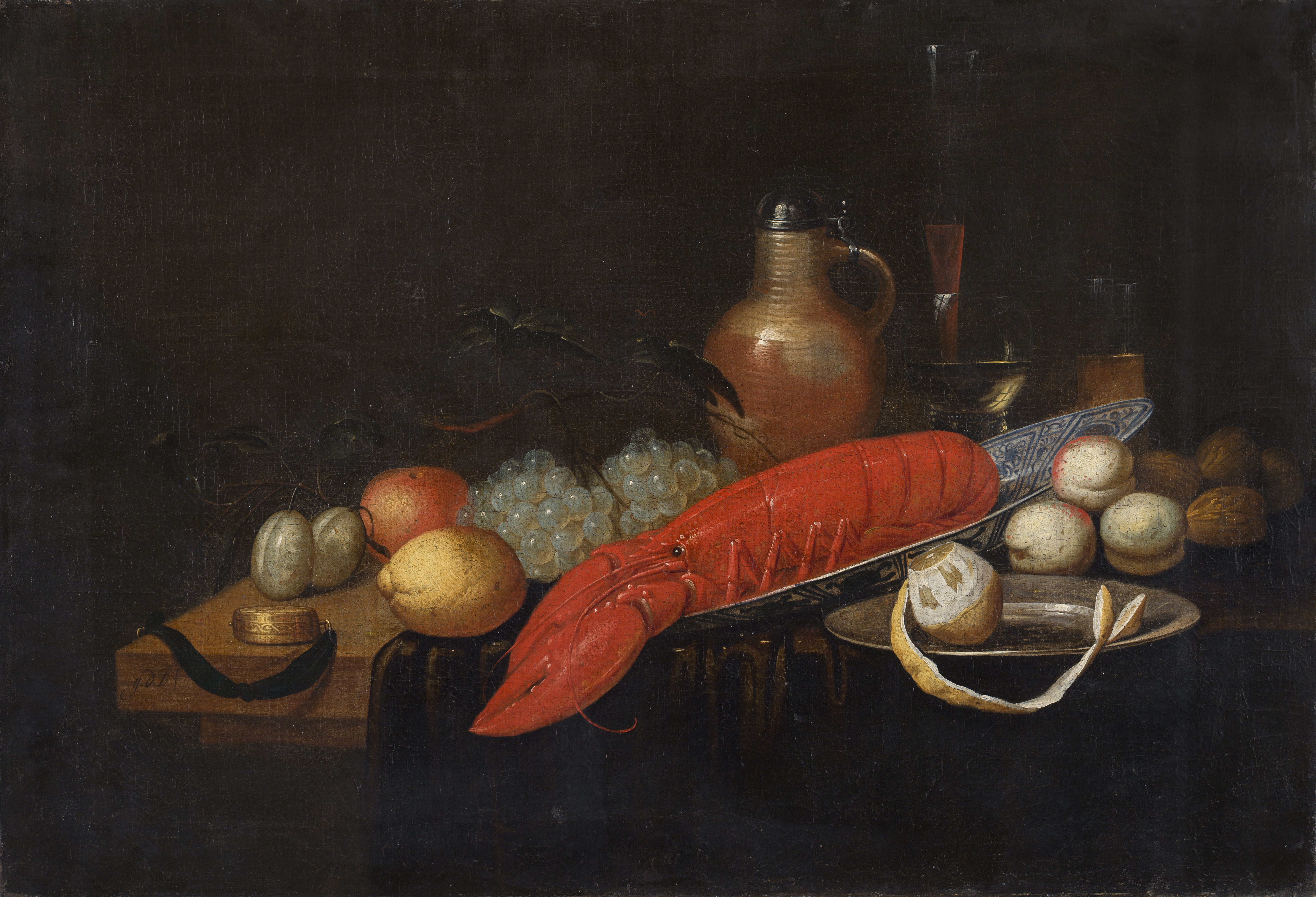
Натюрморт с фруктами и лобстером. 1660-е. Холст, масло. Музей изящных искусств, Гент